# Salix neoamnematchinensis
Salix neoamnematchinensis är en videväxtart som beskrevs av T.Y. Ding och C.F. Fang. Salix neoamnematchinensis ingår i släktet viden, och familjen videväxter. Inga underarter finns listade i Catalogue of Life.